# Відродження давньої музики
Загальна дискусія про те, як виконувати музику, яка була написана в давні чи в більш ранні часи, стала важливою й цікавою темою лише в XIX столітті. Це трапилось тоді, коли європейці почали загально дивитись на античну культуру, а музиканти почали відкривати музичні здобутки попередніх століть. Ідея виконувати давню музику більш «автентично», з відчуттям практичного включення у виконання, була більш докорінно визначена в XX столітті, створивши сучасне відродження давньої музики, яке триває і сьогодні.

## Вивчення та виконання старовинної музики до XIX століття
В Англії Йоганн Пепуш розробив «Академію старовинної музики» у 1720-х роках для вивчення музики Палестрини, Томаса Луїса де Вікторії, Вільяма Біра, Томаса Морлі та інших композиторів, яким є не менше століття. У Відні барон Готфрід ван Світен презентував домашні концерти старовинної музики наприкінці 1700-х років, де Моцарт розвинув свою любов до музики Баха і Генделя.
Наприкінці XVIII століття Семюель Уеслі просував музику Баха. 

## XIX століття
У 1808 році Семюель Уеслі почав виконувати органну музику Баха в серії лондонських концертів. 
Фелікса Мендельсона часто вважають як важливу постать у відродженні музики минулого. 11 березня 1829 р. він організував відому виставу — «Пристрасті св. Матвія» Баха. Концерт згадується як одна з найважливіших подій у відродженні давньої музики, хоча у виставі використовувались сучасні інструменти, і робота була зменшена, залишаючи поза увагою, значну кількість музики Баха. 

## Початок XX століття
На початку XX століття музичні історики у новій музикознавчій галузі, почали уважніше дивитись на середньовічну та ренесансну музику, готуючи виконання випусків багатьох творів. За винятком хорів при кафедральних церквах Англії, які відроджували ці твори, встановлюючи новий стандарт та традиції у виконанні хорової музики епохи Відродження, виникли також у 1960-х роках кілька незалежних інструментальних ансамблів. До них увійшли Musica Reservata та консторт давньої музики Девіда Манроу. Дослідження давньої музики здійснювали члени Товариства Гальпіна та незалежні науковці, такі як Мері Ремнант та Крістофер Хогвуд.
Іншими важливими віхами у відродженні давньої музики були заснування Полом Захером в Базелі (Швейцарія), 1933 року Schola Cantorum Basiliensis — разом із видатними музикантами, включаючи новатора-фахівця з давньої вокальної музики Макса Мейлі, який посприяв великій кількості серій L'Anthologie Sonore давніх музичних записів та записаних пісень лютні епохи Відродження для HMV, а також презентація та запис деяких мадригалів Монтеверді у 1937 році Надією Буланже у Франції. Арнольда Долмеча широко вважають ключовою фігурою у відродженні ранньої музики на початку XX століття. Книга Арнольда Долмеча 1915 року «Виконання музики XVII–XVIII століть» стала віхою у розвитку автентичних вистав давньої музики.

## Кінець XX століття
До 1950-х років відродження давньої музики було повністю розпочато і це було цілком усталеним феноменом до кінця 1970-х. Це базувалось насамперед в Лондоні та Базелі (у Schola Cantorum Basiliensis), хоча було багато діяльності в інших європейських та американських містах, особливо в Нью-Йорку, Бостоні та Сан-Франциско (зосереджене навколо їхнього філармонійського бароко). Це мало далекосяжні та важливі наслідки для того, як люди слухають класичну музику та як її викладають, виконують, фінансують та продають. Сьогодні мало хто залучений до музичної індустрії, не визнав би ширини й глибини впливу, який справив цей рух. Як і будь-яка інша сила того періоду, дійові особи відродження давньої музики були опонентами культурних цінностей, які наприкінці 1950-х років здавалися фактично беззаперечними. Відродження інтересу до музики з більш ранніх періодів було відчутніше, ніж у педагогіці та виконавській практиці європейської художньої музики; це також вплинуло на виконавські практики та дослідження популярної музики та музики усних традицій[джерело?].
Відродження давньої музики змінило звички аудиторії зі слухання класичної музики, познайомивши їх з різноманітною музикою, про яку вони значною мірою не знали. У довгостроковій перспективі методи виконання та цінності відроджувача давньої музики, зокрема те, що стало відомим як пошуки «автентичності», мали постійний вплив не лише на виконання давньої музики, а й на виконання музики пізніших періодів[джерело?].
Найбільший інтерес був зосереджений на епосі Середньовіччя та Відродження і певною мірою на першій частині барокового періоду. Однак, це може бути оманливо, якщо думати про це відродження просто в хронологічному відношенні, оскільки, виконавці давньої музики незабаром поширили свої інтереси на більш пізні періоди. Основна увага була зосереджена не просто на репертуарі, але й на шляхах, в яких музика була зароджена, процесі її засвоєння та манерах її виконання[джерело?].
Цей час визначений піонерами давньої музики такими, як англійський контратенор Альфред Деллер, приєдналась нова хвиля спеціалізованих груп, таких як Musica Reservata та консорт давньої музики (Early Music Consort). Музика, яку вони грали (і спосіб її виконання) виявились новими у порівнянні зі звуками, до яких більшість людей звикли як до класичної музики; це здавалось чимось свіжим та екзотичним[джерело?].
Але відродження могло не бути повним без реконструкції інструментів доби Відродження та Бароко. Такі люди, як Отто Штайнкопф (один з найбільш обізнаних та талановитих берлінських виробників інструментів та один з найкращих виконавців), розпочали детальне відтворення дерев'яних духових інструментів: кримухори (crumhorns), волинки (cornamuses), раушпфайф (rauschpfeifes), шауми (shawms), флейти та виробництво давніх кларнетів й гобоїв. Інші виробники такі, як Renaissance Workshop Company (формально J. Woods і Sons Ltd.) відіграли важливу роль у розвитку давньої музики у XX й XXI столітті[джерело?].

## XXI століття
Продовжується великий розквіт ансамблів, навчальних програм, концертних серій та записів, присвячених античній музиці у XXI столітті. В Європі розповсюдження фестивалів давньої музики та спеціалізованих відділів музичних консерваторій зробили давню музику встановленою частиною загальноприйнятої музичної діяльності[джерело?].
У США такі збори як Бостонський фестиваль давньої музики та такі організації, як американська давня музика, Пітсбургське товариство епохи Відродження й Бароко та Товариство давньої музики Сан-Франциско продовжують сприяти вивченню та виконанню старовинної музики. Кілька музичних факультетів коледжів, такі як Інститут Пібоді (the Peabody Institute), Університет Індіани (Indiana University, Оберлінська музична консерваторія (the Oberlin Conservatory of Music), Техаський університет (the University of North Texas) та Бостонський університет (the University of Boston) мають сильні та розвинені програми з давньої музики[джерело?].
Зараз доступні записи всіх епох давньої музики та творів багатьох менш відомих композиторів. Хоча декотрі великі звукозаписні фірми скоротили фінансування записів класичної музики, велика кількість незалежних класичних фірм таких, як Harmonia Mundi та Hyperion продовжують видавати записи давньої музики. Більшість записаних музичних файлів можна придбати (або завантажити) в Інтернеті[джерело?].